# Жаб'яче місто 2
«Жаб'яче місто 2» (англ. Frogtown II, англ. Return to Frogtown) — американський фантастичний бойовик 1992 року.

## Сюжет
Повелитель жаб-мутантів викрадає професора Танзера і змушує його зробити сироватку, яка здатна перетворити всіх людей на жаб. Разом з ученим мутанти викрадають кількох людей, на яких збираються проводити експерименти. На порятунок людей відправляється відважний авантюрист Сем Гелл.

## У ролях
| Актор            | Роль                |
| ---------------- | ------------------- |
| Роберт З'Дар     | Сем Гелл            |
| Деніс Дафф       | доктор Спенгл       |
| Келсі            | командер Тоті       |
| Майк Найман      | жаба                |
| Лінда Сінгер     | медсестра Клоріс    |
| Лу Ферриньо      | рейнджер Джон Джонс |
| Дон Страуд       | Бренді Стоун        |
| Брайон Джеймс    | професор Танзер     |
| Чарльз Неп'єр    | капітан Делано      |
| Ронда Шир        | Фуззі               |
| Кен Давитян      | Бад                 |
| Бред Бейкер      | жаба охоронець      |
| Крістофер Коркум | жаба                |
| Дуглас Даннінг   | жаба солдат         |
| Паула Екерт      | жаба танцюрист      |
| Зона Ягуар       | жаба                |
| Микула Робінс    | жаба                |